# Volker Jansen (Feuerwehrmann)
Volker Jansen (* 1970) ist ein Berufsfeuerwehrmann aus Mützenich, einem Stadtteil von Monschau in der Nordeifel. Er arbeitet bei der Leitstelle der Städteregion Aachen in Simmerath.
Volker Jansen hat im Oktober 2012 in Sydney (Australien) bei den 10 Tage dauernden Feuerwehrweltmeisterschaften, den 12. World Firefighter’s Games, sechs Medaillen errungen, und zwar fünf Mal Gold in Einzelwertungen in seiner Altersklasse (40 bis 45 Jahre) und einmal Silber in der Mannschaftswertung. An den Wettkämpfen nehmen 8000 Feuerwehrleute aus aller Welt teil.
Am ersten Wettkampftag mussten beim Treppenlauf die 1535 Stufen des Citytowers hochgelaufen werden. Jansen siegte mit 9 Minuten und 19 Sekunden und errang auch mit Kollegen in der Mannschaftswertung die Silbermedaille. Am zweiten Tag folgte ein 3000 m langer Hindernislauf, bei dem Jansen Goldmedaille gewann. Am dritten Wettkampftag gewann er beim 5000-m- und beim 1500-m-Lauf Gold. Seine fünfte Goldmedaille holte er am letzten Tag beim Halbmarathon. Damit war Volker Jansen der erfolgreichste deutsche Teilnehmer bei der 12. Feuerwehrweltmeisterschaft.
Im Jahre 2010 gewann er in Liverpool vier Medaillen.
Bei den 13. World Firefighters Games in Chungju, Südkorea, vom 9. bis 17. September 2018 hat Jansen Gold im Etagenlauf in der Altersklasse M45 gewonnen, Es mussten 350 Höhenmeter bei einer Streckenlänge von 950 m bewältigt werden.
Jansen ist verheiratet und hat zwei Töchter.